# Liste der Erinnerungssteine in Wien-Liesing

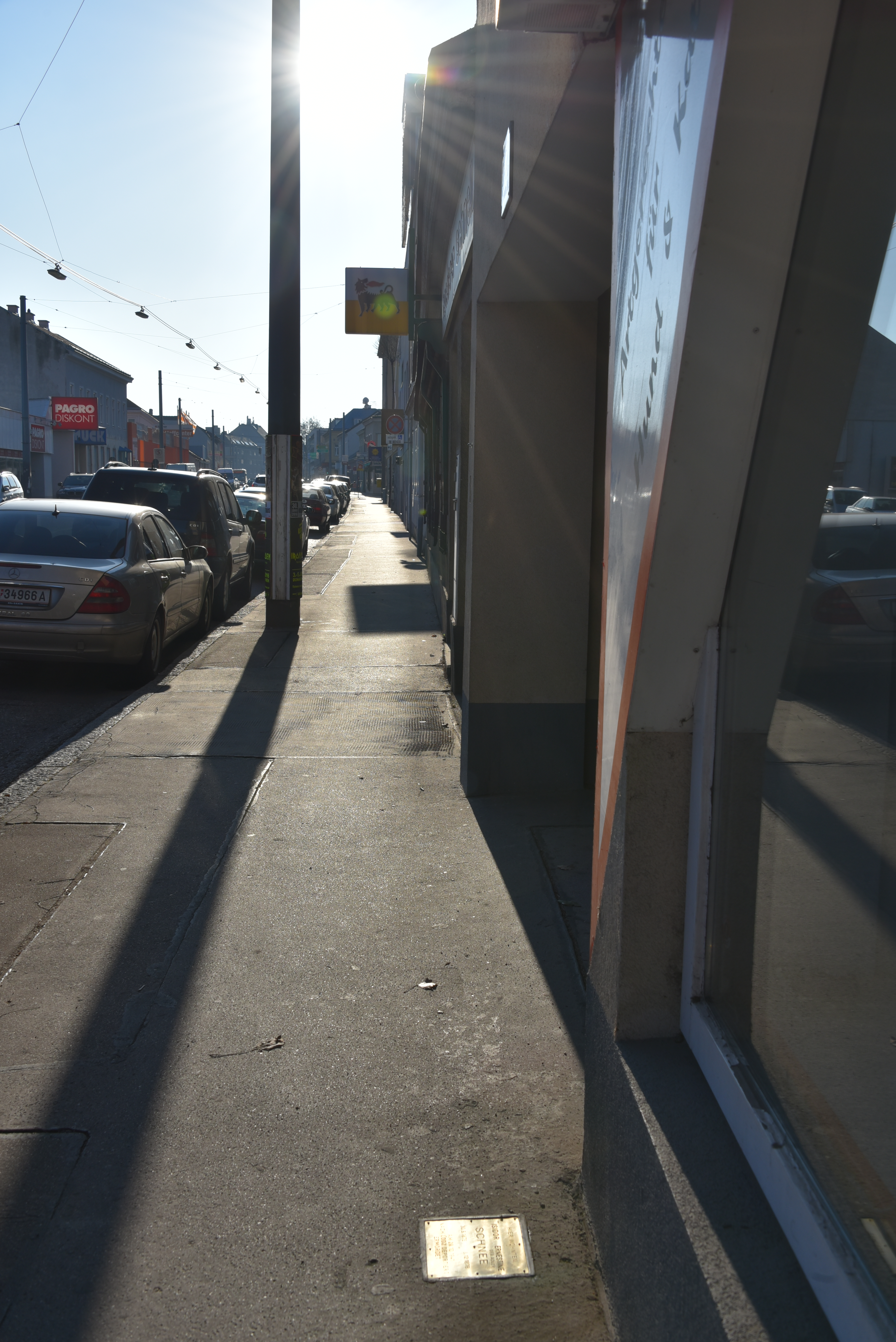
Stein der Erinnerung in Liesing

Die Liste der Erinnerungssteine in Wien-Liesing enthält die Erinnerungssteine und Gedenktafeln im 23. Wiener Gemeindebezirk, Liesing, die an das Schicksal der Menschen erinnern, die von den Nationalsozialisten ermordet, deportiert, vertrieben oder in den Suizid getrieben wurden. Die Verlegung und Errichtung erfolgt durch den Verein Steine der Erinnerung in Liesing in Kooperation mit der Lokalen Agenda Liesing und der gleichnamigen Agenda-Gruppe.

## Konzept
Das Konzept der Wiener Erinnerungs- und Gedenksteine beruht auf dem der Stolpersteine von Gunter Demnig und wird von diesem als Plagiat bezeichnet. Die Liesinger Erinnerungssteine unterscheiden sich von Demnigs Stolpersteinen (a) durch ihre Größe, (b) dadurch, dass sie auch zwei oder mehr Personen auf einem Erinnerungsstein würdigen, (c) dass sie maschinell gefertigt wurden und nicht von Hand.

## Erinnerungssteine
Bislang wurden 78 Steine der Erinnerung verlegt sowie 5 Erinnerungstafeln angebracht, die an 275 vom NS-Regime ermordete Menschen erinnern (135 Namen auf Steinen und Einzeltafeln, 140 Namen auf der Tafel für die Opfer der Euthanasie).
Die Tabelle ist teilweise sortierbar; die Grundsortierung erfolgt alphabetisch nach dem Familiennamen. Bei der Nummerierung wird zwischen Erinnerungssteinen (S) und Gedenktafeln (T) unterschieden.
| Bild                                   | Name | Nr   | Standort | Leben |
| -------------------------------------- | --- | ---- | --- | --- |
|                                        | Ettel Amster (geb. Appermann) | S 20 | Breitenfurter Straße 365 · | Ettel Amster (geb. 29. März 1867 in Jarosław, Galizien) wurde gemeinsam mit ihrem Mann Samuel am 6. Februar 1942 mit dem Transport 16 von Wien nach Riga deportiert und dort ermordet. Der einzige Sohn des Ehepaars konnte noch rechtzeitig nach England flüchten. |
| Samuel H. Amster                       | Samuel Amster (geb. 15. Juni 1868 in Dobromyl, Galizien) war Kaufmann in Atzgersdorf. Er betrieb ein Möbelgeschäft und einen Geldverleih und war in Atzgersdorf und Liesing als Wohltäter bekannt, da er mit seinen moderaten Zahlungsmodalitäten auf die wirtschaftliche Lage seiner Geldnehmer Rücksicht nahm. Arbeitslos gewordenen Schuldnern stundete er die Rückzahlung, bis diese wieder einen Arbeitsplatz gefunden hatten. Dafür brachten ihm seine Mitbürger große Wertschätzung entgegen. Die Amstergasse in Atzgersdorf ist nach ihm benannt. Er wurde am 6. Februar 1942 nach Riga deportiert und dort ermordet. | S 20 | Breitenfurter Straße 365 · | |
|                                        | Martha Arnstein | T 2  | Kirchenplatz 1 · (an der Fassade der Atzgersdorfer Kirche) ·                                                                  | Martha Arnstein (geb. 22. Jänner 1910) wohnte in der Breitenfurter Straße 38 (heute 282) und wurde am 28. Oktober 1941 mit dem Transport 9 von Wien nach Lodz deportiert. |
|                                        | Siegbert Bauer | S 46 | Ketzergasse 60 · | Siegbert Bauer (geb. 25. Juli 1881) wurde am 1. Februar 1944 von Westerbork nach Bergen-Belsen deportiert und am 19. Jänner 1945 ermordet. |
|                                        | Karl Beran | S 6  | Maurer Lange Gasse 85 · | Karl Beran (geb. am 4. März 1872 in Wien) arbeitete bei der Österreichischen Kreditanstalt Wiener Bankverein. Mit seiner Frau Riza hatte er eine Tochter, Gertrude Ilka Beran, die am 1. November 1908 geboren wurde und bereits 1924 verstarb. Karl Beran ging 1938 in Pension und erhielt eine Alterspension von 247,35 RM pro Monat, des Weiteren besaß die Familie in- und ausländische österreichische Bundesanleihen im Wert von ca. 8.000 RM. Am 30. September 1938 musste die Familie Beran die Wohnung verlassen. Zuerst zogen Karl und Riza Beran in den 2. Wiener Gemeindebezirk, 1940 in den 4. Bezirk und im Dezember 1941 wieder in den 2. Bezirk. Am 22. Juli 1942 erfolgte die Deportation des Ehepaares nach Theresienstadt (Transport Nr. 33) und von hier wurden sie am 28. Oktober 1944 nach Auschwitz deportiert, wo beide, wahrscheinlich am Tag ihrer Ankunft, ermordet wurden. |
| Riza Beran (geb. Müller)               | Riza Beran (geb. am 18. Oktober 1888) lebte zusammen mit ihrem Mann Karl Beran in einer Mietwohnung in Mauer (Lange Gasse 85), diese Wohnung mussten sie am 30. September 1938 verlassen und sie zogen zunächst in den 2. Wiener Gemeindebezirk (Obere Donaustraße 49/26), am 24. Juli 1940 erfolgte eine weitere Übersiedlung in den 4. Wiener Gemeindebezirk (Brahmsplatz 8/1/111/6), nur wenige Monate später, am 2. Dezember 1941, erfolgte ein weiterer Umzug, wieder in den 2. Wiener Gemeindebezirk (Czerninplatz 2/11/11/36). Am 22. Juli 1942 wurde sie zusammen mit ihrem Mann Karl mit dem Transport Nr. 33 von Wien nach Theresienstadt deportiert und von dort am 28. Oktober 1944 nach Auschwitz deportiert. Von den 18.402 Menschen, die zwischen 28. September und 28. Oktober 1944 in elf Transporten nach Auschwitz-Birkenau deportiert wurden, überlebten nur 1.574 Menschen. Riza Beran überlebte die Deportation nicht und wurde wahrscheinlich am Tag ihrer Ankunft in Auschwitz ermordet. | S 6  | Maurer Lange Gasse 85 · | |
|                                        | Katharina Biedermann | S 49 | Endresstraße 93–95 · | Katharina Biedermann (geb. 14. Juni 1884) wurde am 24. September 1942 nach Theresienstadt, von dort am 23. Jänner 1943 nach Auschwitz deportiert und ermordet. |
|                                        | Apollonia Binder (geb. Legenstein) | S 78 | Altwirthgasse 4 · | Apollonia Binder (geb. am 15. Jänner 1898 in Walkersdorf, Steiermark) war ab März 1941 Hilfsarbeiterin bei der Deutschen Reichsbahn und Kassierin der KPÖ-Widerstandsgruppe Inzersdorf. Sie wurde am 28. Juli 1942 festgenommen, am 14. Februar 1944 vom Volksgerichtshof wegen „Vorbereitung zum Hochverrat“ zum Tode verurteilt und am 26. April 1944 im Landesgericht Wien hingerichtet. |
| Florian Binder                         | Florian Binder (geb. am 12. Juli 1901 in Fladnitzberg, Steiermark) baute 1941 eine kommunistische Zelle in der Internationalen Schlafwagengesellschaft auf, die er leitete und als deren Kassier er fungierte. Er betätigte sich zudem als Leiter der KPÖ-Gruppe Inzersdorf. Er wurde am 28. Juli 1942 festgenommen, am 14. Februar 1944 vom Volksgerichtshof wegen „Vorbereitung zum Hochverrat“ zum Tode verurteilt und am 26. April 1944 im Landesgericht Wien hingerichtet. | S 78 | Altwirthgasse 4 · | |
|                                        | Hedy Blum | S 2  | Breitenfurter Straße 316 · | Hedy Blum (geb. am 23. August 1931) wurde als noch nicht 11-Jährige am 17. August 1942 ins Vernichtungslager Maly Trostinez deportiert, wo sie am 21. August 1942, am Tag ihrer Ankunft im Lager, ermordet wurde. |
| Sidonie Blum (geb. Kornitzer)          | Sidonie Blum (geb. am 6. Jänner 1898) lebte mit ihrer Tochter Hedy Blum in der Breitenfurter Straße 76 (heute Nr. 320). Im Jahr 1939 wurden sie gezwungen, ihre Wohnung zu verlassen und in eine Sammelwohnung in den 2. Wiener Gemeindebezirk (Czerningasse 15) verbracht, wo sie zusammen mit drei weiteren Familien für drei Jahre lebten. Am 17. August 1942 wurden sie ins Vernichtungslager Maly Trostinez deportiert, wo sie bei ihrer Ankunft am 21. August 1942 ermordet wurden. Sie war die Schwester von Mathilde Frischwasser. Ihrem Ehemann Heinrich Blum und ihrem Sohn Nathan Hans Blum gelang die Flucht, beide lebten bis zu ihrem Tod in Israel. | S 2  | Breitenfurter Straße 316 · | |
|                                        | Ernst Buchbinder | S 39 | Paminagasse 42 · | Ernst Buchbinder (geb. am 13. Juni 1896) wurde am 30. März 1943 nach Theresienstadt deportiert und in Auschwitz ermordet. |
|                                        | Johann Broda | T 4  | Fröhlichgasse 15 · (an der Fassade des Hauses) · (zuvor aufgrund einer falschen Adresszuordnung bei Fröhlichgasse 42 verlegt) | Johann Broda (geb. am 14. November 1910) wurde am 25. Juni 1942 von Pithiviers nach Auschwitz deportiert und am 16. August 1942 ermordet. |
| Margarete Broda                        | Margarete Broda (geb. am 9. September 1907) wurde am 2. Juni 1942 nach Maly Trostinez deportiert und ermordet. | T 4  | Fröhlichgasse 15 · (an der Fassade des Hauses) · (zuvor aufgrund einer falschen Adresszuordnung bei Fröhlichgasse 42 verlegt) | |
| Olga Broda                             | Olga Broda (geb. am 31. August 1904) wurde am 2. Juni 1942 nach Maly Trostinez deportiert und ermordet. | T 4  | Fröhlichgasse 15 · (an der Fassade des Hauses) · (zuvor aufgrund einer falschen Adresszuordnung bei Fröhlichgasse 42 verlegt) | |
|                                        | Zdzistawa Ciehawa | S 55 | Franz-Parsche-Gasse 6 · | Zdzistawa Ciehawa (geb. am 6. April 1922) wurde am 1. September 1944 nach Auschwitz deportiert und ermordet. |
|                                        | Eduard Czerner | S 14 | Breitenfurter Straße 350 · | Eduard Czerner (geb. am 22. März 1883 in Brody, Ukraine) war zuletzt in Wien 2, Czerningasse 8 wohnhaft. Er wurde zusammen mit seiner Frau Gisela mit dem Transport Nr. 2 am 19. Februar 1941 ins Ghetto Kielce deportiert und ermordet. |
| Gisela Czerner (geb. Klein)            | Gisela Czerner (geb. am 15. Juni 1885 in Kis Szilva, Ungarn) wurde als Gisela Klein geboren; ihre Eltern sind Berta und Eduard Klein. Sie war mit Eduard Czerner verheiratet und lebte mit ihm in Liesing. Zusammen mit ihm wurde sie mit dem Transport Nr. 2 am 19. Februar 1941 ins Ghetto Kielce deportiert und ermordet. Die biografischen Informationen über Gisela Czerner nach dem Zeugnis ihrer Tochter, Julie Cohen, eine Fotografie von ihr und das Zeugenprotokoll aus dem Jahr 1978 sind in der digitalen Datenbank von Yad Vashem archiviert und online zugänglich. | S 14 | Breitenfurter Straße 350 · | |
|                                        | Adolf Denkscherz | S 12 | Endresstraße 16 · | Adolf Denkscherz (geb. am 21. Dezember 1899) war Mechaniker. Er war mit Hilda Geiger (geb. am 14. September 1894) verheiratet, die Ehe wurde 1927 geschieden. Denkscherz wurde am 28. Oktober 1941 mit Transport Nr. 9 von Wien ins Ghetto Łódź deportiert, wo er ums Leben gebracht wurde. Seine Nummer während des Transportes war die 941. |
|                                        | Ida Deutsch | S 63 | Autofabrikstraße 1 · | Ida Deutsch (geb. am 18. Mai 1882) wurde am 5. Juni 1942 nach Izbica / Polen deportiert und ermordet. |
|                                        | Auguste Drill (geb. Taussig) | S 7  | Maurer Lange Gasse 62 · | Auguste Drill (geb. am 18. März 1887 in Wien) musste gemeinsam mit ihrem Mann, Wilhelm Drill, am 17. August 1941 Mauer verlassen. Das Ehepaar zog in die Rotenturmstraße 21 im 1. Bezirk und wurde von dort am 27. April 1942 mit dem Transport Nr. 18 nach Włodawa in Polen deportiert. |
| Wilhelm Drill                          | Wilhelm Drill (geb. am 31. August 1873 in Paasdorf) promovierte an der Universität Wien zum Doktor der Medizin und arbeitete danach fünf Jahre lang als Sekundararzt im Allgemeinen Krankenhaus Wien. 1903/1904 eröffnete er eine Praxis in Mauer. Er war hier sehr angesehen und galt als Menschenfreund. Von August 1914 bis November 1918 leitete er als Spitalskommandant das Reservelazarett in Uscca bzw. Deroleta in Bosnien, wofür er mehrere hohe Auszeichnungen erhielt. Am 6. April 1925 heiratete er Auguste Taussig. Der Gemeindetag von Mauer beschloss 1936 einstimmig, für Wilhelm Drill den Titel des Medizinalrates zu erwirken. Nach dem Anschluss durften in seiner Praxis nur noch jüdische Bürger behandelt werden. Aufgrund der Nürnberger Gesetze musste diese aber am 30. September 1938 geschlossen werden. Wilhelm Drill wurde genötigt, den zweiten Vornamen Israel anzunehmen. Am 17. August 1941 mussten er und seine Frau Mauer verlassen, das Ehepaar zog in den 1. Wiener Gemeindebezirk (Rotenturmstraße 21). Im Februar 1942 wurden sie in ein Lager im 2. Bezirk, in die Sperlgasse, verbracht. Von dort erfolgte die Deportation mit dem Transport Nr. 18 am 27. April 1942 nach Włodawa in Polen. Wilhelm Drill wurde am 8. Mai 1945 für tot erklärt. | S 7  | Maurer Lange Gasse 62 · | |
|                                        | Marlene Fabro | S 56 | Elisenstraße 18 · | Marlene Fabro (geb. am 26. August 1941) wurde am 15. Mai 1942 am Spiegelgrund ermordet. |
|                                        | Erich Frischwasser | S 17 | Breitenfurter Straße 389 · | Erich Frischwasser (geb. am 27. Februar 1932) war der Sohn von Sam Shalo (auch: Schulem) und Mathilde Frischwasser. Während sein Vater (1900–1989) und sein Bruder Alexander (1927–2006) in den USA überlebten, wurden Erich und seine Mutter nach Polen verschleppt und am 4. April 1943 im Rahmen der Räumung des Ghettos Zloczów gemeinsam mit mehreren Hundert anderen Opfern des Holocaust von SS-Truppen bei einer Massenerschießung ermordet. |
| Mathilde Frischwasser (geb. Kornitzer) | Mathilde Frischwasser (geb. am 21. Jänner 1899) betrieb eine Textilhandlung. Sie wurde aufgrund des Rassenwahns des NS-Regimes gemeinsam mit ihrem elfjährigen Sohn Erich nach Polen verschleppt und beide wurden am 4. April 1943 in Zloczów im Rahmen von Massenerschießungen ermordet. Sie war die Schwester von Sidonie Blum. | S 17 | Breitenfurter Straße 389 · | |
|                                        | Helene Fuchs (geb. Grüner) | S 32 | Paul-Katzberger-Gasse 9 · | Helene Fuchs (geb. 5. Juni 1897 in Wien) war polnische Staatsbürgerin. Sie wohnte seit 1930 in Rodaun, vorerst in der Elisenstraße 77. Vom Beruf war sie Heimarbeiterin (Häkeln und Trachten sticken) und Hausfrau. Sie heiratete Aaron Fuchs (geb. am 7. Jänner 1891) und wohnte dann in der Unteren Viaduktgasse 13. Die Ehe hatte nicht Bestand und wurde geschieden. Aaron Fuchs besuchte die Familie nur sporadisch und verschwand nach den Februarkämpfen 1934 aus Wien. 1939 meldete er sich aus der Sowjetunion, was dazu führte, dass die ganze die Familie zur Gestapo vorgeladen wurde. Weitere Lebenszeichen von Aaron Fuchs gab es keine mehr. Der Ehe entsprangen zwei Kinder: Ruth Fuchs (geb. am 22. Jänner 1931) und Karl Fuchs (geb. am 19. Dezember 1925). Helene Fuchs lebte als Alleinerzieherin in einer Einzimmerwohnung. Sie fristete ihr Dasein als Putzfrau und Wäscherin für die Nachbarn. Sie lebte in bitterer Armut und deshalb wurden beide Kinder ab 1933/34 in ein Waisenhaus gebracht. Karl wurde in ein Heim in der Goldschlagstraße gebracht, seine Schwester in ein Heim nach Döbling. Da Helene Fuchs völlig mittellos war, konnte sie auch nicht auswandern. Helene und Ruth wurden in getrennte Sammelwohnungen im 2. Bezirk verbracht. Am 31. August 1942 wurden sie und Ruth mit dem Transport 39, Da 225 nach Maly Trostinez deportiert und am 4. September 1942 ermordet. Karl Fuchs gelang die Flucht nach Palästina. |
| Ruth Fuchs                             | Ruth Fuchs (geb. am 22. Jänner 1931) wurde gemeinsam mit ihrer Mutter Helene Fuchs am 31. August 1942 mit dem Transport 39 Da 225 nach Maly Trostinez deportiert und am 4. September 1942 ermordet. | S 32 | Paul-Katzberger-Gasse 9 · | |
|                                        | Rosa Fuchs (geb. Löffler) | S 67 | Breitenfurter Straße 292 · | Rosa Fuchs (geb. am 21. November 1864) wurde am 22. Juli 1942 nach Theresienstadt deportiert und am 23. November 1942 ermordet. |
|                                        | Rudolf Fuchs | S 26 | Breitenfurter Straße 278 · | Rudolf Fuchs (geb. am 23. Juli 1892 in Jihlava) lebte unter anderem in der Breitenfurter Straße 34 (heute Nr. 278), während des Krieges aber in Prag (Vězeňská 9). Am 18. August 1944 wurde er mit dem Transport Ef (seine Nummer auf dem Transport lautete 11) von Prag ins Ghetto Theresienstadt deportiert und am 29. September 1944 mit dem Transport El (seine Nummer auf dem Transport lautete 291) nach Auschwitz überstellt, wo er ermordet wurde. |
|                                        | Wilhelm Fuchs | S 24 | Breitenfurter Straße 292 · | Wilhelm Fuchs (geb. am 11. November 1871 in Holíč) wohnte in der Breitenfurter Straße 48 (heute Nr. 292) in Wien. Am 23. Oktober 1941 wurde er von der Sammelstelle Kleine Sperlgasse 2A (eine Schule im 2. Wiener Gemeindebezirk) zum Aspangbahnhof gebracht und von dort mit dem Transport Nr. 8, Zug Da 9 (seine Nummer auf dem Transport lautete 72) von Wien nach Łódź deportiert, wo er am 24. Oktober 1941 ankam und am 20. April 1942 ermordet wurde. |
|                                        | Ferdinand Gans | S 37 | Ruzickagasse 78 · | Ferdinand Gans (geb. 19. März 1867) wurde am 28. Oktober 1941 nach Łódź deportiert und ermordet. |
| Flora Gans                             | Flora Gans (geb. 1. April 1890): Datum der Deportation und des Todes sind unbekannt. | S 37 | Ruzickagasse 78 · | |
|                                        | Rosa Gerstl (geb. Neumann) | S 29 | Karl-Heinz-Straße 28 · | Rosa Gerstl (geb. am 4. Jänner 1889) wurde am 19. April 1943 nach Malines/Auschwitz-Birkenau deportiert. |
| Arnold Gerstl                          | Arnold Gerstl (geb. am 13. Mai 1886) wurde am 12. August 1942 nach Drancy/Auschwitz-Birkenau deportiert. | S 29 | Karl-Heinz-Straße 28 · | |
|                                        | Alfred Goldhammer | S 77 | Triester Straße 235 · | Alfred Goldhammer (geb. am 27. Jänner 1907) war ab Mai 1938 Mitglied einer kommunistischen Betriebszelle in den Vereinigten Lederfabriken Gerlach, Moritz & Co in Wien-Floridsdorf und leitete diese ab April 1940. Er wurde am 10. Jänner 1941 festgenommen, am 27. August 1942 vom Volksgerichtshof wegen „Vorbereitung zum Hochverrat“ zum Tode verurteilt und am 10. November 1942 im Landesgericht Wien hingerichtet. |
|                                        | Karl Griesbach | S 10 | Taglieberstraße 11 · | Karl Griesbach (geb. am 25. Juli 1904 in Wien) war ein österreichischer Kommunist und Widerstandskämpfer gegen das NS-Regime. Er wurde wegen „Vorbereitung zum Hochverrat“ von der Gestapo Wien verhaftet, verhört und ins Konzentrationslager Börgermoor deportiert. Dort ist er 1944 oder 1945 zu Tode gekommen, er wurde 1950 für tot erklärt. |
|                                        | Max Gruner | S 43 | Triester Straße 150 · | Max Gruner (geb. 31. März 1873) wurde am 19. Oktober 1941 nach Łódź deportiert und ermordet. |
| Linda Gruner (geb. Kronberger)         | Linda Gruner (geb. am 2. Dezember 1885) wurde am 19. Oktober 1941 nach Łódź deportiert und ermordet. | S 43 | Triester Straße 150 · | |
| Käthe Gruner                           | Käthe Gruner (geb. 15. März 1913) wurde am 19. Oktober 1941 nach Łódź deportiert und ermordet. | S 43 | Triester Straße 150 · | |
| Gertrude Gruner                        | Gertrude Gruner (geb. am 5. Mai 1921) wurde am 19. Oktober 1941 nach Łódź deportiert und ermordet. | S 43 | Triester Straße 150 · | |
|                                        | Ernst Goldstein | S 40 | Autofabrikstraße 1 · | Ernst Goldstein (geb. am 6. Juni 1914) wurde am 28. April 1944 in Auschwitz ermordet. |
| Rosa Goldstein                         | Rosa Goldstein (geb. am 26. Mai 1878) wurde am 5. Juni 1942 nach Izbica / Polen deportiert und ermordet. | S 40 | Autofabrikstraße 1 · | |
|                                        | Ilka Halpern | S 69 | Rudolf-Waisenhorn-Gasse 131 ·                                                                                                 | Ilka Halpern (geb. am 31. Juli 1882) wurde am 23. November 1941 nach Kaunas / Litauen deportiert und ermordet. |
| Lea Halpern                            | Lea Halpern (geb. am 23. März 1886) wurde am 23. November 1941 nach Kaunas / Litauen deportiert und ermordet. | S 69 | Rudolf-Waisenhorn-Gasse 131 ·                                                                                                 | |
| Mina Halpern                           | Mina Halpern (geb. am 2. April 1887) wurde am 22. Juli 1942 nach Theresienstadt deportiert und ermordet. | S 69 | Rudolf-Waisenhorn-Gasse 131 ·                                                                                                 | |
|                                        | Helene Hatschek (geb. Porkorny) | S 13 | Endresstraße 16 · | Helene Hatschek (geb. am 25. Februar 1880) war die Witwe des angesehenen Atzgersdorfer Arztes Rudolf Hatschek, der 1939 verstarb. Sie und ihr Sohn mussten aus der Bahnstraße 18 (heute Endresstraße 16) wegziehen und kamen in den 9. Wiener Gemeindebezirk (Rossauer Gasse 3). Sie wurde gemeinsam mit ihrem Sohn Wilhelm am 2. Juni 1942 mit dem Transport Nr. 24 Zug Da 205 von Wien nach Minsk ins Vernichtungslager Maly Trostinez deportiert und dort ermordet. |
| Wilhelm Hatschek                       | Wilhelm Hatschek (geb. am 23. April 1916) wurde gemeinsam mit seiner Mutter am 2. Juni 1942 mit dem Transport Nr. 24 Zug Da 205 von Wien nach Minsk verbracht, wo beide im Vernichtungslager Maly Trostinez ermordet wurden. | S 13 | Endresstraße 16 · | |
|                                        | Rudolf Hauser | S 64 | Meisgeyergasse 20 · | Rudolf Hauser (geb. am 12. Oktober 1884) wurde am 27. Oktober 1939 nach Nisko deportiert und ermordet. |
| Mina Hauser                            | Mina Hauser (geb. am 12. Jänner 1886) wurde am 15. Februar 1941 nach Opole deportiert und ermordet. | S 64 | Meisgeyergasse 20 · | |
|                                        | Rudolf Hawel | S 54 | Carlbergergasse 45 · | Rudolf Hawel (geb. 11. April 1891) wurde am 15. Juni 1938 im Zuge der „Polizeilichen Sicherheitsverwahrung“ nach Dachau deportiert und am 1. Februar 1940 in Mauthausen ermordet. |
|                                        | Helene Heimler (geb. Klaber) | S 48 | Jesuitensteig 19 · | Helene Heimler (geb. am 7. Juni 1878) wurde am 28. Oktober 1941 nach Łódź deportiert und ermordet. |
|                                        | Franz Heindl | S 34 | Siebenhirtenstraße 4 · | Franz Heindl (geb. am 26. Juni 1906 in Liesing) war verheiratet und hatte einen Sohn. Er arbeitete bei der VARTA Akkumulatorenfabrik als Hilfsarbeiter. Franz Heindl wurde wegen Betätigung für die KPÖ am 27. November 1943 vom Volksgerichtshof wegen „Vorbereitung zum Hochverrat“ zum Tode verurteilt. Im gleichen Prozess wurde auch sein Bruder Michael Heindl zum Tode verurteilt. Beide wurden am 13. März 1944 mittels Guillotine im Landesgericht Wien hingerichtet. |
|                                        | Michael Heindl | S 33 | Josef-Kutscha-Gasse 18 · | Michael Heindl (geb. am 29. September 1901 in Wien) war verheiratet und hatte eine Tochter. Vom Beruf war er Eisenbahner und bis 1934 sozialdemokratischer Funktionär, Gemeinderat, Fürsorgereferent, Zugführer und Sportleiter des Republikanischen Schutzbundes in Liesing. Michael Heindl wurde wegen Betätigung für die KPÖ am 27. November 1943 vom Volksgerichtshof wegen „Vorbereitung zum Hochverrat“ zum Tode verurteilt. Im gleichen Prozess wurde auch sein Bruder Franz Heindl zum Tode verurteilt. Beide wurden am 13. März 1944 mittels Guillotine im Landesgericht Wien hingerichtet. Gemeinsam mit den Brüdern wurden an diesem Tag 14 weitere Widerstandskämpfer vom NS-Regime ermordet, darunter ihre Mitangeklagten Franz Anderle, Franz Hauer und Therese Klostermann. Der sechste Angeklagte, Max Schrems, wurde am 7. April 1944 geköpft. Die beiden Brüder wurden nicht nur gemeinsam verhaftet, verurteilt und hingerichtet, sie wurden auch im selben Grab bestattet – in der Schachtgräberanlage der Gruppe 40 (Reihe 24/Grab 204) des Wiener Zentralfriedhofes. Nach den Brüdern Heindl wurde eine Gasse in Liesing benannt. |
|                                        | Friedrich Hochsinger | S 65 | Fröhlichgasse 22 · | Friedrich Hochsinger (geb. am 7. August 1927) wurde am 10. September 1942 nach Izbica / Polen deportiert und ermordet. |
| Irma Kurdna                            | Irma Kurdna (geb. am 18. Juli 1897) wurde am 10. September 1942 nach Izbica / Polen deportiert und ermordet. | S 65 | Fröhlichgasse 22 · | |
| Franziska Wasser                       | Franziska Wasser (geb. am 14. August 1892) wurde am 17. Juli 1942 nach Auschwitz deportiert und ermordet. | S 65 | Fröhlichgasse 22 · | |
|                                        | Leopold Hofmann | S 11 | Taglieberstraße 1 · | Leopold Hofmann (geb. am 8. September 1900) war Chauffeur und wohnte im Liesinger Stadtteil Atzgersdorf. Er wurde im Jänner 1944 wegen Betätigung für die KPÖ verhaftet und am 14. August 1944 in das KZ Flossenbürg deportiert. Er kam am 19. März 1945 im KZ-Außenlager Hersbruck ums Leben. |
|                                        | Rosa Jelenko | S 73 | Hochstraße 27–29 · | Rosa Jelenko (geb. 16. Mai 1878) wurde am 5. Juni 1942 nach Izbica / Polen deportiert und ermordet. |
|                                        | Eduard Emil Jurik | S 71 | Erlaaer Straße 81 · | Eduard Emil Jurik (geb. 4. Jänner 1910) wurde am 3. Juli 1940 im KZ Buchenwald ermordet. |
|                                        | Waltraud Karger | S 59 | Breitenfurter Straße 358 · | Waltraud Karger (geb. am 14. Mai 1940) wurde am 3. Juli 1941 am Spiegelgrund ermordet. |
|                                        | Alfred Kleppner | S 30 | Auer-Welsbach-Straße 53 · | Alfred Kleppner (geb. am 9. Dezember 1903) war Schauspieler (Alfred Alfner). Am 11. November 1943 wurde er mit dem Transport 461 nach Theresienstadt (Nr. 1041) und am 19. Oktober 1944 mit Transport Es nach Auschwitz (Nr. 92) deportiert. |
|                                        | Therese Klostermann (geb. Lhotzky) | S 1  | Carlbergergasse 39 · | Therese Klostermann (geb. am 11. Juli 1913 in Wien) war eine österreichische Arbeiterin und Widerstandskämpferin gegen das NS-Regime. Sie sammelte Spenden für die Angehörigen politisch Inhaftierter, wurde am 27. November 1943 gemeinsam mit weiteren fünf Widerstandskämpfern von der NS-Justiz zum Tode verurteilt und am 13. März 1944 im Wiener Landesgericht mit dem Fallbeil hingerichtet. |
|                                        | Adele Kohn (geb. Kominik) | S 36 | Schloßgartenstraße 14 · | Adele Kohn (geb. am 20. April 1922) wurde am 15. Mai 1942 nach Theresienstadt deportiert und in Lublin ermordet. |
| Rosa Kominik (geb. Kirschenbaum)       | Rosa Kominik (geb. am 19. Mai 1883) wurde am 15. Mai 1942 nach Theresienstadt deportiert und in Lublin ermordet. | S 36 | Schloßgartenstraße 14 · | |
|                                        | Ernst Kronberger | S 42 | Triester Straße 150 · | Ernst Kronberger (geb. am 16. Oktober 1891) wurde am 20. Oktober 1939 nach Nisko deportiert und ermordet. |
| Klara Kronberger (geb. Buchbinder)     | Klara Kronberger (geb. am 12. März 1894) wurde am 3. Dezember 1941 nach Riga deportiert und ermordet. | S 42 | Triester Straße 150 · | |
|                                        | Philip Kronberger | S 51 | Rudolf-Waisenhorn-Gasse 86 ·                                                                                                  | Philip Kronberger (geb. am 19. September 1869) wurde am 25. Juni 1938 nach Dachau deportiert und am 21. Dezember 1938 in Buchenwald ermordet. |
|                                        | Franz Kugler | S 60 | Anton-Freunschlag-Gasse 61 ·                                                                                                  | Franz Kugler (geb. 26. Juli 1897) wurde am 15. Juni 1938 in der sogenannten Juniaktion im Zuge der „Vorbeugenden Verbrechensbekämpfung“ als PSV-Häftling (Polizeiliche Sicherheitsverwahrung) nach Dachau deportiert. Es gibt keine Informationen zu den konkreten Straftaten, für die er verurteilt wurde. Am 23. August 1938 wurde Franz Kugler nach Mauthausen überstellt, wo er beim Aufbau des KZs Sklavenarbeit leisten musste und am 15. Jänner 1939 verstarb. |
|                                        | Cäcilie Kunke (geb. Schiffer) | S 4  | Kroißberggasse 8 · | Cäcilie Kunke (geb. am 24. Mai 1880 in Hindenburg), oft Cilli oder Cilla genannt, war die Ehefrau von Norbert Kunke (1871–1938), zuletzt Direktor des Versicherungsschutzes für österreichische Konsumvereine in Wien. Ihr Mann wurde 1934 pensioniert und starb 1938. Das Paar hatte drei Kinder: Alice (Lebensdaten und Schicksal unbekannt), die eine Theaterschule absolvierte und nach ihrer Heirat Kordaszewska hieß, Herta Gertrude (1901–1942), eine Französisch-Lehrerin, und Hans Kunke (1906–1940), ein Versicherungsbeamter. Soweit ersichtlich wurde die gesamte Familie vom NS-Regime ermordet. Am 20. Oktober 1938 musste Cäcilie Kunke zusammen mit ihrer Tochter Herta Gertrude ihre Villa verlassen und sie kamen in den 4. Wiener Gemeindebezirk (Wiedner Hauptstraße 15/7). Beide bemühten sich vergeblich, das deutsche Reich verlassen zu können. Im Jahr 1942 erfolgte eine erneute Umsiedelung in den 20. Bezirk (Treustraße 2/5) und schließlich in den 2. Bezirk (Sperlgasse 2A). Die Villa in der Kroißberggasse wurde von den Kunkes zunächst an das Deutsche Reich verkauft, im November 1942 erfolgte die Einziehung der Villa und des angrenzenden Grundstückes (auch Eigentum der Familie Kunke) als volks- und staatsfeindliches Vermögen zu Gunsten des Deutschen Reiches. Mit Beschluss des Bezirksgericht Liesing vom 24. Februar 1977 wurden die Anteile von Cäcilie Kunke an der Villa und dem Weingarten-Grundstück als Heimfallsmasse für die Republik Österreich im Grundbuch einverleibt. Cäcilie Kunke wurde gemeinsam mit ihrer Tochter am 17. Juli 1942 nach Auschwitz deportiert und dort ermordet. |
| Hans Kunke                             | Hans Kunke (geb. am 12. Dezember 1906 in Biała) war ein Versicherungsbeamter und Widerstandskämpfer gegen das NS-Regime. Er war Mitglied der Sozialistischen Arbeiterjugend. Wie seine Geschwister war auch Hans musikalisch sehr begabt (er spielte Klavier und war ein sehr guter Bariton-Sänger), von 1930 bis 1934 schrieb er politische Revuen (bekannte Melodien erhielten einen politischen Text oder politische Gedichte wurden vertont). In der Sozialistischen Arbeiterjugend lernte er seine spätere Ehefrau, Stefanie Kunke, kennen, die er am 28. September 1934 heiratete. Das Paar zog in den 7. Wiener Gemeindebezirk (Zieglergasse 46). Am 28. September 1936 erfolgte die erste Verhaftung durch die Staatspolizei, sie wurden verurteilt, kamen aber durch das Amnestiegesetz wieder frei. Am 15. Mai 1938 erfolgte die weitere Verhaftung des Paares. Hans Kunke kam zunächst in das Konzentrationslager Dachau und von dort ins KZ Buchenwald, hier musste er Steine schleppen, obwohl er laut Augenzeugenberichten dazu physisch nicht mehr in der Lage war. Hans Kunke wurde erschossen, als er (im Alter von 33 Jahren) am 30. Oktober 1940 in Richtung Stacheldraht lief. | S 4  | Kroißberggasse 8 · | |
| Herta Gertrude Kunke                   | Herta Gertrude Kunke (geb. am 17. April 1901) war Französisch-Lehrerin. Sie lebte gemeinsam mit ihrer Mutter in Mauer bei Wien und wurde gemeinsam mit ihr am 17. Juli 1942 nach Auschwitz deportiert. 1955 wurde sie per 8. Mai 1945 für tot erklärt. | S 4  | Kroißberggasse 8 · | |
|                                        | Stefanie Kunke (geb. Jelinek) | S 3  | Maurer Lange Gasse 47 · | Stefanie Kunke (geb. am 26. Dezember 1908 in Wien) war eine österreichische Lehrerin und Widerstandskämpferin gegen das NS-Regime. Sie wurde – ebenso wie ihr Ehemann Hans Kunke – verhaftet, deportiert und im Alter von 34 Jahren am 14. Februar 1943 im KZ Auschwitz-Birkenau ermordet. |
|                                        | Karl Lasser | S 38 | Reiterberggasse 3 · | Karl Lasser (geb. am 26. Februar 1908) wurde am 30. März 1940 nach Sachsenhausen deportiert und am 8. Mai 1940 ermordet. |
|                                        | Sophie Lechner | S 47 | Maurer Lange Gasse 90 · | Sophie Lechner (geb. am 3. Oktober 1880) wurde am 31. August 1942 nach Maly Trostinez deportiert und am 4. September 1942 ermordet. |
|                                        | Anna Ledvenyi (geb. Amster) | S 21 | Breitenfurter Straße 365 · | Anna Ledvenyi (geb. am 16. April 1899) wurde am 25. September 1942 nach Žilina deportiert und ermordet. |
| Ludwig (Lajos) Ledvenyi                | Ludwig (Lajos) Ledvenyi (geb. am 15. Juni 1896) wurde nach Žilina deportiert und am 8. Februar 1943 in Auschwitz ermordet. | S 21 | Breitenfurter Straße 365 · | |
| Felix Ledvenyi                         | Felix Ledvenyi (geb. am 9. Dezember 1921) wurde nach Sereď deportiert und ermordet. | S 21 | Breitenfurter Straße 365 · | |
| Ilona Ledvenyi                         | Ilona Ledvenyi (geb. 1923) gilt als vermisst. | S 21 | Breitenfurter Straße 365 · | |
| Kurt Ledvenyi                          | Kurt Ledvenyi (geb. 1925) gilt als vermisst. | S 21 | Breitenfurter Straße 365 · | |
|                                        | Dr. Käthe Leichter (geb. Pick) | S 19 | Rosenhügelstraße 245 · | Käthe Leichter (geb. am 20. August 1895 in Wien) war eine der führenden Sozialdemokratinnen der Zwischenkriegszeit. Sie lebte von September 1934 bis zu ihrer Verhaftung durch die Gestapo am 30. Mai 1938 in Mauer und leitete die Schulungsarbeit der Revolutionären Sozialisten, ihr Heim war ein Zentrum der illegalen Arbeit. Trotz zahlreicher ausländischer Interventionen deportierte das NS-Regime Käthe Leichter im Jänner 1940 ins Frauen-KZ Ravensbrück. Am 17. März 1942 wurde sie in der NS-Tötungsanstalt Bernburg im Zuge der sogenannten Aktion 14f13 mit Giftgas ermordet. |
|                                        | Therese Leitner | S 58 | Ziedlergasse 14 · | Therese Leitner (geb. am 12. Februar 1939) wurde am 14. Februar 1941 am Spiegelgrund ermordet. |
|                                        | Alice Löwy | S 53 | Oberlaaer Straße 298 · | Alice Löwy (geb. 9. April 1882) wurde am 29. Mai 1941 nach Hartheim deportiert und ermordet. |
|                                        | Ignaz Machauf | S 15 | Breitenfurter Straße 383 · | Ignaz Machauf (geb. am 18. Mai 1881) war Kaufmann und betrieb eine Gemischtwarenhandlung. Er wurde gemeinsam mit seinem Sohn am 23. Oktober 1941 mit dem Transport Nr. 8 Zug Da 9 von Wien ins Ghetto Łódź deportiert, Ignaz Machauf wurde am 13. April 1942 ermordet. |
| Kurt Machauf                           | Kurt Machauf (geb. am 19. August 1926) war Schüler. Er wurde gemeinsam mit seinem Vater am 23. Oktober 1941 mit dem Transport Nr. 8 Zug Da 9 von Wien ins Ghetto Łódź deportiert, von hier erfolgte die Deportation ins Vernichtungslager Kulmhof, wo er ermordet wurde. | S 15 | Breitenfurter Straße 383 · | |
|                                        | Adele Machauf | S 41 | Breitenfurter Straße 336 · | Adele Machauf (geb. am 1. September 1876) wurde am 9. April 1942 nach Izbica / Polen deportiert und ermordet. |
| Valerie Machauf                        | Valerie Machauf (geb. am 29. September 1907) wurde am 9. April 1942 nach Izbica / Polen deportiert und ermordet. | S 41 | Breitenfurter Straße 336 · | |
|                                        | Marie Millwisch | S 66 | Elisenstraße 14 · | Marie Millwisch (geb. am 17. September 1926) wurde am 9. Mai 1941 von Gugging nach Hartheim deportiert und ermordet. |
|                                        | Dr. Bertha Neumann (geb. Kunreuther) | S 18 | Dirmhirngasse 25 · | Bertha Neumann (geb. am 22. Februar 1893) steht in vielen Biografien im Schatten ihres Mannes Karl. Mal wird sie als Krankenschwester erwähnt, dann wieder als Ärztin. Wahr ist vielmehr, dass Bertha Neumann eine der ersten Frauen war, die in Deutschland einen akademischen Abschluss in Staatswissenschaften/Sozialwissenschaften erwarb. 1920 veröffentlichte sie eine wissenschaftliche Arbeit zum Gesundheitsbereich. Sie war mit dem Liesinger Gemeindearzt Karl Neumann verheiratet und wurde gemeinsam mit ihm und dem jüngsten Sohn Klaus am 24. Juni 1943 mit Transport Nr. 46i ins Ghetto Theresienstadt deportiert. Ihre älteren Nachkommen, Anna Rosa (1924–2006) und Peter Franz (1927–1986), wurden 1938 bzw. 1939 mit Kindertransporten nach England verschickt und emigrierten schließlich nach Brasilien. Sie hatten fünf Kinder und sieben Enkelkinder. Bertha Neumann, ihr Mann und ihr jüngster Sohn, gerade 12 Jahre alt, wurden am 28. Oktober 1944 mit Transport Ev nach Auschwitz deportiert und dort vom NS-Regime ermordet. |
| Dr. Karl Neumann                       | Karl Neumann (geb. am 22. März 1890) war ein hoch angesehener praktischer Arzt in Liesing, ordinierte und wohnte in der Schulgasse 10. Er heiratete die drei Jahre jüngere Bertha Neumann (geb. Kunreuther), eine jüdische, junge Frau aus Frankfurt am Main. Karl Neuman war ein sehr beliebter und sozialer Gemeindearzt. Angeblich finanzierte er aus eigenen Mitteln einen Krankenwagen für Liesing. Ganz besonders widmete er sich der Hauskrankenpflege und der Jugendfürsorge. Nach den Nürnberger Rassegesetzen war Karl Neumann in der Sprache der Nazis ein „Mischling 1. Grades“, was ihm zwar, auch dadurch, dass er Katholik war, einen geringen Schutz bot, da er jedoch eine jüdische Ehefrau hatte, wurde massiver Druck auf ihn ausgeübt, sich scheiden zu lassen. Karl Neumann stand aber loyal zu seiner Ehefrau Bertha. Mehrmals wurde ihm volle „Rehabilitation“ angeboten, wenn er sich scheiden ließe. Die Repressalien gegen jüdische Mitbürger/innen setzten sofort nach dem Anschluss Österreichs an Deutschland ein und Karl Neumann durfte nicht mehr als Arzt tätig sein. Karl Neumann wurde gemeinsam mit seiner Frau Bertha und seinem jüngsten Sohn Klaus am 19. August 1941 in eine Sammelwohnung in die Porzellangasse, Wien 9, deportiert. Während dieser Zeit war er als sogenannter „Krankenbehandler“ im jüdischen Altersheim Seegasse tätig. Am 19. April 1943 wurde die Familie Neumann in eine andere Sammelwohnung in die Große Stadtgutgasse 24 im 2. Bezirk verlegt. Karls Bruder, Gustav Neumann, bemühte sich vergeblich, seinen Bruder mit seiner Familie zu retten und aus dem Ghetto herauszuholen. Nach nur zwei Monaten erfolgte jedoch die Deportation in das KZ Theresienstadt. Angeblich spielte die Familie Neumann in Theresienstadt in der Gesundheitsversorgung eine wichtige Rolle. Trotz alledem wurde ihr Schicksal ein halbes Jahr vor Kriegsende besiegelt. Am 28. Oktober 1944 wurde die Familie nach Auschwitz transportiert und dort ermordet. Der genaue Todestag ist nicht bekannt. Seine beiden ältesten Nachkommen überlebten. Nach Karl Neumann ist die Dr.-Neumann-Gasse in Liesing benannt. | S 18 | Dirmhirngasse 25 · | |
| Klaus Neumann                          | Klaus Neumann (geb. am 26. Jänner 1932) war ein 12-jähriger Schüler, der vom NS-Regime gemeinsam mit seinen Eltern durch Vergasung ermordet wurde. | S 18 | Dirmhirngasse 25 · | |
|                                        | Ludwig Ordower | S 9  | Kaserngasse 22 · | Ludwig Ordower (geb. am 15. Oktober 1880 in Radziwiłłów) stammte aus Polen. Er wohnte in der Kaserngasse 22 im Liesinger Stadtteil Mauer und wurde am 12. September 1939 ins KZ Buchenwald gebracht. Er wurde am 26. März 1942 ermordet. |
|                                        | Moric Pick | S 72 | Gregorygasse 35 · | Moric Pick (geb. 8. Februar 1883) wurde am 29. November 1944 nach Bergen-Belsen deportiert und am 18. Februar 1945 ermordet. |
|                                        | Adele Plaschkes | S 50 | Endresstraße 93–95 · | Adele Plaschkes (geb. am 9. April 1902) wurde am 12. Oktober 1944 über Theresienstadt nach Auschwitz deportiert und ermordet. |
| Karl Plaschkes                         | Karl Plaschkes (geb. am 16. September 1900) wurde am 12. Oktober 1944 über Theresienstadt nach Auschwitz deportiert und ermordet. | S 50 | Endresstraße 93–95 · | |
| Bruno Alfred Plaschkes                 | Bruno Alfred Plaschkes (geb. am 11. März 1938) wurde am 12. Oktober 1944 über Theresienstadt nach Auschwitz deportiert und ermordet. | S 50 | Endresstraße 93–95 · | |
|                                        | Josef Pluhar | S 52 | Brennergasse 6 · | Josef Pluhar (geb. am 7. März 1911) wurde am 15. Juni 1938 im Zuge der „Polizeilichen Sicherheitsverwahrung“ nach Dachau deportiert und am 24. Juni 1940 in Mauthausen ermordet. |
|                                        | Franziska Anna Drach (geb. Pollak) | S 76 | Stadtpark Atzgersdorf, Breitenfurter Straße 267 ·                                                                             | Franziska Anna Drach (geb. 29. September 1898) wurde am 27. September 1944 nach Auschwitz deportiert und ermordet. |
| Anna Pollak (geb. Ehrenzweig)          | Anna Pollak (geb. am 14. März 1873) wurde am 15. Februar 1941 von den Nationalsozialisten in den Tod getrieben. | S 76 | Stadtpark Atzgersdorf, Breitenfurter Straße 267 ·                                                                             | |
| Hans Pollak                            | Hans Pollak (geb. 27. März 1887) wurde am 15. Februar 1941 von den Nationalsozialisten in den Tod getrieben. | S 76 | Stadtpark Atzgersdorf, Breitenfurter Straße 267 ·                                                                             | |
| Marianne Pollak                        | Marianne Pollak (geb. am 5. März 1896) wurde am 15. Februar 1941 von den Nationalsozialisten in den Tod getrieben. | S 76 | Stadtpark Atzgersdorf, Breitenfurter Straße 267 ·                                                                             | |
|                                        | Martin Quell | S 61 | Altmannsdorfer Straße 323 ·                                                                                                   | Martin Quell (geb. 7. Oktober 1883 in Stannern/Stonařov/Mähren) wurde am 25. Juni 1938 in der sogenannten Juniaktion im Zuge der „Vorbeugenden Verbrechensbekämpfung“ als PSV-Häftling (Polizeiliche Sicherheitsverwahrung) nach Dachau deportiert. Was ihm vorgeworfen wurde, wissen wir nicht. Am 21. März 1939 wurde Martin Quell nach Mauthausen überstellt. Er bekamt einen schwarzen Winkel, der ihn in der Definition der Nationalsozialisten als sogenannten „Asozialen“ stigmatisierte (Aktion AZR = Arbeitszwang Reich). Martin Quell verstarb am 10. Jänner 1940 in Mauthausen und wurde im Krematorium Steyr eingeäschert. |
|                                        | Richard Raab | S 74 | Draschestraße 86 · | Richard Raab (geb. am 7. Februar 1923) wurde am 3. Juli 1940 von Mauer-Öhling nach Hartheim deportiert und ermordet. |
|                                        | Bruno Rechnitz | S 44 | Anton-Freunschlag-Gasse 5 ·                                                                                                   | Bruno Rechnitz (geb. am 3. Juli 1910) wurde am 16. November 1938 nach Dachau deportiert und am 1. Februar 1939 ermordet. |
|                                        | Margarete Rechnitz | S 68 | Anton-Freunschlag-Gasse 5 ·                                                                                                   | Margarete Rechnitz (geb. am 14. April 1905) wurde am 12. Mai 1942 nach Izbica / Polen deportiert und ermordet. |
| Therese Rechnitz                       | Therese Rechnitz (geb. am 5. Juni 1908) wurde am 12. Mai 1942 nach Izbica / Polen deportiert und ermordet. | S 68 | Anton-Freunschlag-Gasse 5 ·                                                                                                   | |
|                                        | Josef Reismann | S 23 | Breitenfurter Straße 320 · | Josef Reismann (geb. am 5. April 1899) gilt als vermisst. |
| Margarete Reismann (geb. Kornitzer)    | Margarete Reismann (geb. am 25. Jänner 1902) gilt als vermisst. | S 23 | Breitenfurter Straße 320 · | |
|                                        | Karl Schafhauser | S 75 | Elisenstraße 37 · | Karl Schafhauser (geb. am 10. April 1909) wurde am 21. April 1932 bei einem Zusammenstoß mit Nationalsozialisten in Liesing erstochen. Der 23-jährige war Arbeiter und Mitglied des Republikanischen Schutzbundes und der Kinderfreunde. Er wurde zum ersten Opfer politischer Gewalt in Liesing. Der Tatort befand sich auf Höhe Breitenfurter Straße 360. Das Verbrechen fand während einer Versammlung vor den Landtagswahlen in Niederösterreich, Salzburg und Wien statt. |
|                                        | Erwin Schleifer | S 8  | Endresstraße 97 · | Familie Schleifer kam vor dem Ersten Weltkrieg nach Mauer bei Wien und wohnte zuerst in der Hauptstraße 42, später in der Hauptstraße 31 (heute Endresstraße). Erwin Schleifer (geb. am 5. Oktober 1911 in Wien) war der Sohn des Oberkantors Jakob Schleifer (1873–1930) und dessen Frau Fanny. Die Familie hatte zwei Söhne und eine Tochter: Hermann (geb. am 9. September 1909) und Erwin besuchten beide in Mauer die Volksschule und danach das Gymnasium in Mödling. Das Schicksal ihrer Schwester Elsa (geb. 1902) ist unbekannt. Hermann Schleifer war noch bis zum 30. April 1938 als Manipulant angestellt, danach war er arbeitslos und ohne jedes Einkommen. Erwin arbeitete noch bis 15. Juli 1938 als Buchhalter, danach war auch er arbeitslos und ohne Einkommen. Die Familie musste am 24. September 1938 Mauer verlassen und zog von Unterkunft zu Unterkunft. Hermann Schleifer konnte am 25. April 1939 nach England auswandern und lebte als Harry T. Sanders nach dem Krieg in Irland. Auch Erwin Schleifer wollte auswandern und versuchte Ende 1939, gemeinsam mit mehr als 1200 Juden auf Donauschiffen nach Palästina zu gelangen (Kladovo-Transport). Die Reise endete im serbischen Kladovo, 1941 kamen die Flüchtlinge ins Konzentrationslager Šabac. Am 12. Oktober 1941 wurden – als „Sühne“ für einen Partisanenüberfall – alle jüdischen Männer des Lagers erschossen. Erwin Schleifer war einer von ihnen. |
| Fanny Schleifer (geb. Reis)            | Fanny Schleifer (geb. am 29. Juni 1881 in Wien) war die Witwe des Oberkantors Jakob Schleifer (1873–1930) und erhielt von der Israelitischen Kultusgemeinde eine monatliche Pension von 203 RM. Am 1. Juli 1938 wurde diese um 12 % reduziert. 1939 wurde sie aus Liesing vertrieben und fand Unterschlupf im 2. Wiener Gemeindebezirk (von August bis Oktober), danach im 6. (von Oktober 1939 bis Jänner 1941) und danach erneut im 2. (ab Jänner 1941). Von dort wurde sie am 10. September 1942 mit Transport lV/10 von Wien ins Ghetto Theresienstadt deportiert. Am 16. Mai 1944 wurde Fanny Schleifer mit Transport Ea nach Auschwitz überstellt, wo sie vom NS-Regime ermordet wurde. | S 8  | Endresstraße 97 · | |
|                                        | Ernestine Schnee (geb. Adler) | S 25 | Breitenfurter Straße 282 · | Ernestine Schnee (geb. am 6. Dezember 1878 in Hartmanitz), geborene Adler, verwitwete Arnstein, war in erster Ehe mit Herman Arnstein verheiratet, das Paar hatte zwei Kinder – den Sohn Emmerich (geb. am 4. Dezember 1905) und die Tochter Martha (geb. am 22. Jänner 1910). Nach dem Tod ihres ersten Mannes heiratete sie in zweiter Ehe 1917 Isidor Schnee. Am 28. Oktober 1941 wurde sie gemeinsam mit ihrem Mann und ihrer Tochter Martha von der Sammelstelle Kleine Sperlgasse 2A, einer Schule im 2. Wiener Gemeindebezirk, zum Aspangbahnhof gebracht und die Familie wurde mit dem Transport Nr. 9 (Ernestine Schnees Nummer auf dem Transport lautete 640, die ihrer Tochter Martha 641) ins Ghetto Łódź deportiert. Am 1. Februar 1942 wurde ihr Ehemann Isidor vom NS-Regime ermordet. Am 15. Mai 1942 wurden auch sie und ihre Tochter Martha Arnstein im Vernichtungslager Chełmno ermordet. Ihr Sohn Emmerich konnte rechtzeitig flüchten, im Februar 1940 wurde er in Tel Aviv Vater einer Tochter. |
| Isidor Schnee                          | Isidor Schnee (geb. am 30. Juni 1876) heiratete 1917 die Witwe Ernestine Arnstein, geb. Adler, und wurde am 28. Oktober 1941 mit Transport Nr. 9 gemeinsam mit Ehefrau und Stieftochter Martha von Wien ins Ghetto Łódź verschleppt. Seine Häftlingsnummer während des Transports war 649. In Łódź ist er am 1. Februar 1942 vom NS-Regime ermordet worden. | S 25 | Breitenfurter Straße 282 · | |
|                                        | Siegfried Singer | S 16 | Breitenfurter Straße 387 · | Siegfried Singer (geb. am 7. August 1892) führte ein Delikatessengeschäft in der Wiener Straße 14 (heute: Breitenfurter Straße 383) und wohnte im 3. Wiener Gemeindebezirk. Er wurde am 7. September 1942 deportiert und im KZ Auschwitz-Birkenau umgebracht. |
|                                        | Erika Stanzl | S 57 | Fröhlichgasse 28 · | Erika Stanzl (geb. am 9. Dezember 1925) wurde am 18. Februar 1943 am Spiegelgrund ermordet. |
|                                        | Leiser Steiner | S 45 | Ketzergasse 7 · | Leiser Steiner (geb. am 7. Juni 1888) wurde am 9. September 1942 von Drancy nach Auschwitz deportiert und ermordet. |
| Reizla Steiner (geb. Brodheim)         | Reizla Steiner (geb. am 17. Jänner 1893) wurde am 9. September 1942 von Drancy nach Auschwitz deportiert und ermordet. | S 45 | Ketzergasse 7 · | |
|                                        | Johann Teufel | S 5  | Anton-Krieger-Gasse 146 · | Johann Teufel (geb. am 12. Dezember 1896) war Tischlergehilfe bei Steyr-Daimler-Puch und wohnte im Liesinger Stadtteil Mauer. Er wurde im September 1941 wegen Betätigung für die KPÖ verhaftet, am 21. November 1942 vom Volksgerichtshof wegen „Vorbereitung zum Hochverrat“ zum Tode verurteilt und am 16. Juni 1943 im Wiener Landesgericht mittels Fallbeil hingerichtet. |
|                                        | Ludwig Tichler | T 1  | Kirchenplatz 1 · (an der Fassade der Atzgersdorfer Kirche) ·                                                                  | Ludwig Tichler (geb. am 2. Dezember 1914) wohnte in der Speisinger Straße 2 (heute Scherbangasse 4), wurde am 14. September 1942 mit dem Transport Nr. 41 Zug Da 227 nach Maly Trostinez deportiert, wo er am 18. September 1942 ermordet wurde. |
|                                        | Eugenie Ungar (geb. Schild) | S 31 | Auer-Welsbach-Straße 45 · | Eugenie Ungar (geb. am 3. Juni 1899) wohnte in der ehem. Auer Welsbach Villa (Auer-Welsbach-Straße 239, heute: Auer-Welsbach-Straße 45), sie wurde am 16. Jänner 1945 in Gmunden ermordet. |
| Bela Ungar                             | Bela Ungar (geb. am 30. Mai 1896 in Torokkanizsa) wohnte in der ehem. Auer Welsbach Villa (Auer-Welsbach-Straße 239, heute: Auer-Welsbach-Straße 45) und wurde auf dem Todesmarsch von Budapest nach Österreich bei Hegyeshalom am 17. November 1944 erschossen. | S 31 | Auer-Welsbach-Straße 45 · | |
|                                        | Melanie Valentin (geb. Amster) | S 22 | Breitenfurter Straße 365 · | Melanie Valentin (geb. am 17. Jänner 1907) wurde am 18. Oktober 1941 nach Łódź deportiert und ermordet. |
|                                        | Alfred Weisel | S 28 | Charausgasse 48 · | Alfred Weisel (geb. am 24. April 1884 in Teltsch) war Versicherungsangestellter, wohnte in Atzgersdorf, Ziehrergasse 32 (heute Charausgasse 48), konfessionslos, rassisch und politisch verfolgt, ab September 1938 in der Tschechoslowakei, deportiert nach Iglau/Auschwitz-Birkenau, wo er am 24. April 1941 starb. |
|                                        | Elsa Weiss | S 27 | Auer-Welsbach-Straße 24 · | Elsa Weiss (geb. am 6. April 1878) wurde am 19. Oktober 1941 nach Łódź deportiert und ermordet. |
|                                        | Johanna Weiss | S 35 | Jaschkagasse 1 · | Johanna Weiss (geb. am 14. Mai 1872) wurde am 15. Oktober 1941 nach Łódź deportiert und ermordet. |
|                                        | Bernhard Wittner | S 62 | Breitenfurter Straße 219 · | Bernhard Wittner (geb. 1. März 1888 in Czernowitz) war jüdischer Abstammung. Es gelang ihm die Flucht nach Antwerpen (Belgien). Nach dem Einmarsch der Deutschen Wehrmacht in Belgien im Mai 1940 wurden alle Menschen jüdischer Abstammung erfasst und ab 1942 in Konzentrationslager deportiert. Bernhard Wittner wurde am 15. August 1942 aus dem Durchgangslager Mechelen/Malines nach Auschwitz gebracht und dort ermordet. |
|                                        | Berta Zwillinger | S 70 | Breitenfurter Straße 219 · | Berta Zwillinger (geb. am 1. Februar 1879) wurde am 27. April 1942 nach Wlodawa / Polen deportiert und ermordet. |
| Julie Berger                           | Julie Berger (geb. am 27. August 1884) wurde am 27. April 1942 nach Wlodawa / Polen deportiert und ermordet. | S 70 | Breitenfurter Straße 219 · | |
|                                        | 140 Liesinger Euthanasieopfer | T 3  | Perchtoldsdorfer Straße 6 ·                                                                                                   | Die Gedenktafel trägt die Namen von 140 ermordeten Menschen mit Bezug zum heutigen Bezirk Liesing. Sie wurden laut den Recherchen des Vereins Steine der Erinnerung in Liesing in den Jahren 1940 und 1941 im Zuge des Euthanasieprogramms T4 des Nationalsozialismus ermordet. Viele dieser Opfer lebten zuvor im sogenannten Versorgungshaus, einer Pflegeanstalt im Liesinger Schloss, und in anderen sozialen Einrichtungen im 23. Bezirk. Die Tafel erinnert außerdem an Menschen, die zuvor in Liesing wohnhaft waren, dann in Anstalten außerhalb Wiens untergebracht und in Hartheim oder anderen Tötungsanstalten ermordet wurden. Es ist anzunehmen, dass weitere Menschen im Zuge der Euthanasie ermordet wurden. Über die meisten Opfer ist nur sehr wenig bekannt. Es finden sich darunter viele ältere Menschen, aber nicht nur – ein Liesinger Mädchen kam zunächst nach Gugging und wurde im Alter von 15 Jahren ermordet. |
|                                        | 8 Opfer des Nationalsozialismus | T 5  | Breitenfurter Straße 358 · | Stellvertretend für alle Verfolgten und ermordeten Liesinger/innen stehen hier die Namen von 8 Opfern des Nationalsozialismus, deren exakte Adresse nicht mehr ermittelt werden konnte. |
| Ernst Adler                            | Adler Ernst (geb. am 20. Mai 1904), Angestellter, verheiratet mit Mathilde Adler lebte mit seiner Frau in Liesing. | T 5  | Breitenfurter Straße 358 · | |
| Mathilde Adler (geb. Breitbart)        | Mathilde Adler (geb. am 27. Juli 1902), Angestellte, verheiratet mit Ernst Adler. Beiden gelang die Flucht nach Belgien. In Belgien wurden sie jedoch ins Lager Malines, Caserne Dossin, gebracht und von dort am 24. Oktober 1942 nach Auschwitz deportiert und getötet. | T 5  | Breitenfurter Straße 358 · | |
| Schija Berglas                         | Schija (Schyja) Berglas (geb. am 6. Jänner 1898 in Gorlice/Polen) lebte in Atzgersdorf und war mit Rachel Berglas verheiratet. Ihnen gelang die Flucht nach Amsterdam (Amstellaan 54). Er wurde von den Nazis festgenommen und vom Durchgangslager Westerbork am 15. Juli 1942 nach Theresienstadt deportiert und von dort am 2. Februar 1943 nach Auschwitz überstellt, wo er am 25. Februar 1943 getötet wurde. Seine Frau scheint überlebt zu haben. | T 5  | Breitenfurter Straße 358 · | |
| Rudolf Langer                          | Rudolf Langer (geb. am 6. Oktober 1861 in Hodowein), verheiratet mit Olga Langer. | T 5  | Breitenfurter Straße 358 · | |
| Olga Langer (geb. Engler)              | Olga Langer (geb. am 27. August 1876) lebte gemeinsam mit ihren Ehemann in Inzersdorf. Beide wurden 10. Juli 1942 nach Theresienstadt deportiert danach am 21. September 1942 nach ins Vernichtungslager Treblinka überstellt und ermordet. | T 5  | Breitenfurter Straße 358 · | |
| Julius Lerch                           | Julius Lerch (geb. am 28. Dezember 1875) wohnte in der Liesingerstraße 33, heute Johann-Teufel-Gasse 31 oder 33. Er wurde am 19. Oktober 1941 von Wien nach Lodz, Polen deportiert und am 28. Februar 194 getötet. | T 5  | Breitenfurter Straße 358 · | |
| Bernhard Salzer                        | Bernhard Salzer (geb. am 24. Mai 1863 in Liesing). Während des Krieges lebte er in Rotterdam, Niederlande (Burgerplein 9). Er wurde festgenommen, von Westerbork nach Auschwitz deportiert und dort am 15. Oktober 1942 getötet. | T 5  | Breitenfurter Straße 358 · | |
| Josef Scherz                           | Josef Scherz (geb. am 6. April 1896 in Nagykanizsa, Ungarn) wohnte in Liesing, Karlsgasse 319. Er lebte seit 1900 in Wien und war staatenlos. Er besuchte die Handelsschule und war Handelsangestellter/Vertreter. Obwohl in Ungarn geboren sprach er kaum ungarisch und seine wirtschaftlich Lage war sehr schlecht. Er war unverheiratet. Am 26. Februar 1941 wurde er nach Opole, Lublin, Polen deportiert und im Vernichtungslager Sobibor ermordet. Das Todesdatum ist unbekannt. | T 5  | Breitenfurter Straße 358 · | |

## Verlegedaten
Die Steine der Erinnerung in Wien-Liesing wurden an folgenden Tagen im Rahmen von Gedenkbegehungen und -veranstaltungen „eröffnet“:
| Verlegedatum       | Erinnerungssteine bzw. -tafeln | Veranstaltungen |
| ------------------ | --- | --- |
| 9. November 2013   | - Stein 1: Carlbergergasse 39 - Stein 2: Breitenfurter Straße 316 | Festakt in der Bücherei Liesing |
| 17. Mai 2014       | - Stein 3: Maurer Lange Gasse 47 - Stein 4: Kroißberggasse 8 | Gedenkveranstaltung in der Volkshochschule Mauer |
| 10. September 2014 | - Stein 5: Anton-Krieger-Gasse 28 - Stein 6: Maurer Lange Gasse 85 - Stein 7: Maurer Lange Gasse 62 - Stein 8: Endresstraße 97 - Stein 9: Kaserngasse 22                 | |
| 8. November 2014   | - Stein 10: Taglieberstraße 11 - Stein 11: Taglieberstraße 1 - Steine 12, 13: Endresstraße 16                                                                            | Gedenkveranstaltung im Bezirksmuseum Liesing |
| 17. Mai 2015       | - Tafeln 1, 2: Kirchenplatz 1 (an der Kirchenfassade) | Festakt vor der Pfarrkirche Atzgersdorf |
| 13. Juni 2015      | - Stein 14: Breitenfurter Straße 350 - Steine 15, 16: Breitenfurter Straße 383 - Stein 17: Breitenfurter Straße 389 - Stein 18: Dirmhirngasse 25                         | Gedenkveranstaltung in der Bücherei Liesing |
| 15. September 2015 | - Stein 19: Rosenhügelstraße 245 | Festakt der Sozialdemokratischen Freiheitskämpfer und des Vereins Steine der Erinnerung in Liesing                                                                |
| 19. September 2015 | - Steine 20, 21, 22: Breitenfurter Straße 365 - Stein 23: Breitenfurter Straße 20                                                                                        | |
| 7. November 2015   | - Stein 24: Breitenfurter Straße 292 - Stein 25: Breitenfurter Straße 282 - Stein 26: Breitenfurter Straße 278                                                           | Gedenkveranstaltung Vertreibung Flucht im Bezirksmuseum Liesing                                                                                                   |
| 11. Juni 2016      | - Stein 27: Auer-Welsbach-Straße 24 - Stein 28: Charausgasse 48 - Stein 29: Karl-Heinz-Straße 28 - Stein 30: Auer-Welsbach-Straße 53 - Stein 31: Auer-Welsbach-Straße 45 | |
| 9. September 2016  | - Stein 32: Paul-Katzberger-Gasse 9 - Stein 33: Josef-Kutscha-Gasse 18 - Stein 34: Siebenhirtenstraße 4                                                                  | Gedenkveranstaltung vor dem Agendabüro Liesing mit dem Chor „Hor 29. Nov.“                                                                                        |
| 5. November 2016   | - Stein 35: Jaschkagasse 1 - Stein 36: Schloßgartenstraße 14 | |
| 24. Juni 2017      | - Stein 37: Ruzickagasse 78 - Stein 38: Reiterberggasse 3 - Stein 39: Paminagasse 42                                                                                     | |
| 11. November 2017  | - Stein 40: Autofabrikstraße 1 - Stein 41: Breitenfurter Straße 336 | Vortrag von Nina Horaczek über Rechtspopulismus in der Bücherei Liesing                                                                                           |
| 28. April 2018     | - Steine 42, 43: Triester Straße 150 - Stein 44: Anton-Freunschlag-Gasse 5                                                                                               | |
| 15. Mai 2018       | - Tafel 3: Perchtoldsdorfer Straße 6 (Gedenktafel im Schlosspark Liesing zum Gedenken der Opfer der Euthanasie)                                                          | Eröffnungsfeier des Liesinger Schlossparks |
| 30. Juni 2018      | - Stein 45: Ketzergasse 7 - Stein 46: Ketzergasse 60 | |
| 5. Oktober 2018    | - Stein 47: Maurer Lange Gasse 90 - Stein 48: Jesuitensteig 19 | Vortrag von Wolfgang Neugebauer im Helmut Zilk Haus über das Euthanasieprogramm der Nationalsozialisten; Musikalische Begleitung: Musikschule Liesing             |
| 9. Oktober 2018    | - Tafel 4: Fröhlichgasse 15 (Tafel an Hausfassade; zuvor Verlegung eines Erinnerunssteines an falscher Adresse Fröhlichgasse 42 am 30. Juni 2018)                        | |
| 4. Juni 2019       | - Stein 49, 50: Endresstraße 93–95 - Stein 51: Rudolf-Waisenhorn-Gasse 86                                                                                                | Liederabend mit Martin Auer über Trauer und Freude, Mut und Zukunftsglauben in der Bücherei Liesing                                                               |
| 14. September 2019 | - Stein 52: Brennergasse 6 - Stein 53: Autofabrikstraße 5 - Stein 54: Carlbergergasse 45                                                                                 | Stein 53 wurde später wieder entfernt und in den 2. Bezirk versetzt                                                                                               |
| 9. November 2019   | - Stein 55: Franz-Parsche-Gasse 7 | Gedenkveranstaltung „Lichtsignal Synagoge Liesing“ zum Gedenken an das Novemberpogrom 1938 zum ehemaligen Standort der zerstörten Synagoge Atzgersdorf            |
| 12. September 2020 | - Stein 56: Elisenstraße 18 - Stein 57: Fröhlichgasse 28 - Stein 58: Ziedlergasse 14 - Stein 59: Breitenfurter Straße 358                                                | Vortrag von Marianne Karner in der Bücherei Liesing über Ermordung von Kindern am Spiegelgrund                                                                    |
| 17. Jänner 2021    | - Stein 60: Anton-Freunschlag-Gasse 61 - Stein 61: Altmannsdorfer Straße 323 - Stein 62: Breitenfurter Straße 219                                                        | Videoaufnahme für die virtuelle Eröffnung neuer Steine (Veröffentlichung am 23. Februar 2021: https://www.youtube.com/watch?v=hz6ZWKcLrxM)                        |
| 25. August 2022    | - Tafel 5: Breitenfurter Straße 358 | Enthüllung der Gedenktafel vor der Bücherei Liesing |
| 22. Oktober 2022   | - Stein 63: Autofabrikstraße 1 - Stein 64: Meisgeyergasse 20 - Stein 65: Fröhlichgasse 22                                                                                | |
| 3. Juni 2023       | - Stein 66: Elisenstraße 14 - Stein 67: Breitenfurter Straße 292 - Stein 68: Anton-Freunschlag-Gasse 5                                                                   | |
| 30. September 2023 | - Stein 69: Rudolf-Waisenhorn-Gasse 131 - Stein 70: Breitenfurter Straße 219                                                                                             | |
| 28. Februar 2024   | - Stein 53: Oberlaaer Straße 298 | Virtuelle Eröffnung des Steins in der VHS Liesing; Die frei gewordene Nummer 53 wurde verwendet.                                                                  |
| 25. Mai 2024       | - Stein 71: Erlaaer Straße 81 | |
| 8. Juni 2024       | - Stein 72: Gregorygasse 35 | |
| 15. Juni 2024      | - Stein 73: Hochstraße 27–29 | |
| 29. November 2024  | - Stein 74: Draschestraße 86 | Virtuelle Eröffnung im Bezirksmuseum Liesing; Vortrag von Anton Tantner über die Schlurfs von Wien und Jugendsubkulturen im Nationalsozialismus                   |
| 11. Februar 2025   | - Stein 75: Elisenstraße 37 | Gedenken der Sozialdemokratischen Freiheitskämpfer vor der Erinnerungstafel am Haus Elisenstraße 36 an den Widerstand von Liesinger Arbeitern am 12. Februar 1934 |
| 24. Mai 2025       | - Stein 76: Breitenfurter Straße 267 (im Stadtpark Atzgersdorf) | Eröffnung war ursprünglich am 14. September 2024 geplant, musste wegen Schlechtwetter verschoben werden                                                           |
| 27. Juni 2025      | - Stein 77: Triester Straße 235 - Stein 78: Altwirthgasse 4 | |

## Opfer der Euthanasie
Diese Liste enthält alle 140 Opfer der Euthanasie, die auf der Gedenktafel im Schlosspark Liesing angeführt sind.
| Liesinger Opfer der Euthanasie |
| --- |
| - Marie Ambros - Max Amster - Katharina Anderl - Elfriede Appeltauer - Karl Bach - Josef Bachler - Gustav Baha - Josefa Bauer - Alois Berger - Irma Blum - Adolf Böhm - Ludmilla Bohrn - Adele Bruck - Theodor Bruckner - Ludmilla Brüderle - Berta Brunn - Wenzel Charaus - Leopoldine Cigler - Frida Czopp - Karl Deinbacher - Else Deutsch - Rudolf Dietrich - Elisabeth Dorfmayer - Anna Edelmoser - Auguste Edinger - Franz Ehmayer - Cilli Ehrlich - Malvine Eisenberger - Josefine Erber - Johanna Fassl - Cornelia Feldbauer - Pauline Fletzer - Marie Floh - Karl Fohleitner - Anna Frantz - Marie Freitag - Marie Fried - Josef Gamauf - Leopoldine Geisler - Amalie Gelbtuch - Jakob Gensweider - Carl Gloger - Anna Gottschall - Katharina Grand - Arthur Grimm - Else Gross - Aloisia Großmann - Hugo Grünwald - Margarete Gutmann - Franz Haselsteiner - Karl Hearrand - Robert Heidenwag - Regina Herbst - Emil Herzl - Helene Hierländer - Betty Hoffmann - Fini Hohenberg - Hans Husserl - Mathilde Janisch - Friederike Kammhuber - Leopoldine Kappler - Anna Kirste - Franziska Klaubauf - Helene Klecak - Lazi Klein - Leopoldine Klein - Wilhelmine Klimek - Marie Kostecka - Mathilde Köstler - Josef Kotnik - Adrienne Kralowsky - Therese Kreston - Ludowika Kubie - Karoline Kurz - Johann Laichter - Marie Laut - Elvira Legler - Johanna Liebig - Anna Linhart - Therese Lohmer - Erna Lomoz - Elvira Luckmann - Ernst Maier - Anna Marano - Hermine Matauschek - Emilie Matustik - Marie Meilinger - Karl Meischl - Marie Millwisch - Louis Mittler - Anna Nowak - Ferdinand Padzold - Anna Parteder - Helma Paseka - Hubert Pawelka - Josef Petermichl - Ludwig Pilwax - Mathilde Prenner - Katharina Pürzelmayer - Marie Putz - Richard Raab - Adolf Radif - Therese Rehak - Geza Reichard - Jokob Ruckl - Albine Rudny - Franz Scharinger - Anna Schindelar - Marie Schrenk - Karoline Schreyer - Aloisia Sedlak - Anna Seidl - Karoline Soutschka - Marie Sramek - Josefa Stahl - Konrad Strutzenberger - Marie Tauschek - Franz Teich - Hermine Thomas - Karl Treitler - Christine Urban - Susanne Veris - Julius Veris - Heinrich Vogel - Friedrich Vokathaler - Johann Wallner - Friedrich Weiss - Irma Weiss - Sylvester Welser - Lilly Werber - Rudolfine Eveline Werosta - Adolf Willert - Paul Willheim - Hermine Wollmann - Angela Wosabal - Josef Zeder - Hedwig Zeif - Rosa Ziffer - Marie Zimmermann - Antonie Zulival |